# گرنیت (یوتا)
گرنیت (به انگلیسی: Granite) یک منطقهٔ مسکونی در ایالات متحده آمریکا است که در شهرستان سالت‌لیک، یوتا واقع شده‌است. گرنیت ۳٫۸ کیلومتر مربع مساحت و ۲٬۰۱۸ نفر جمعیت دارد و ۱٬۵۶۴ متر بالاتر از سطح دریا واقع شده‌است.